# Cicle èpic

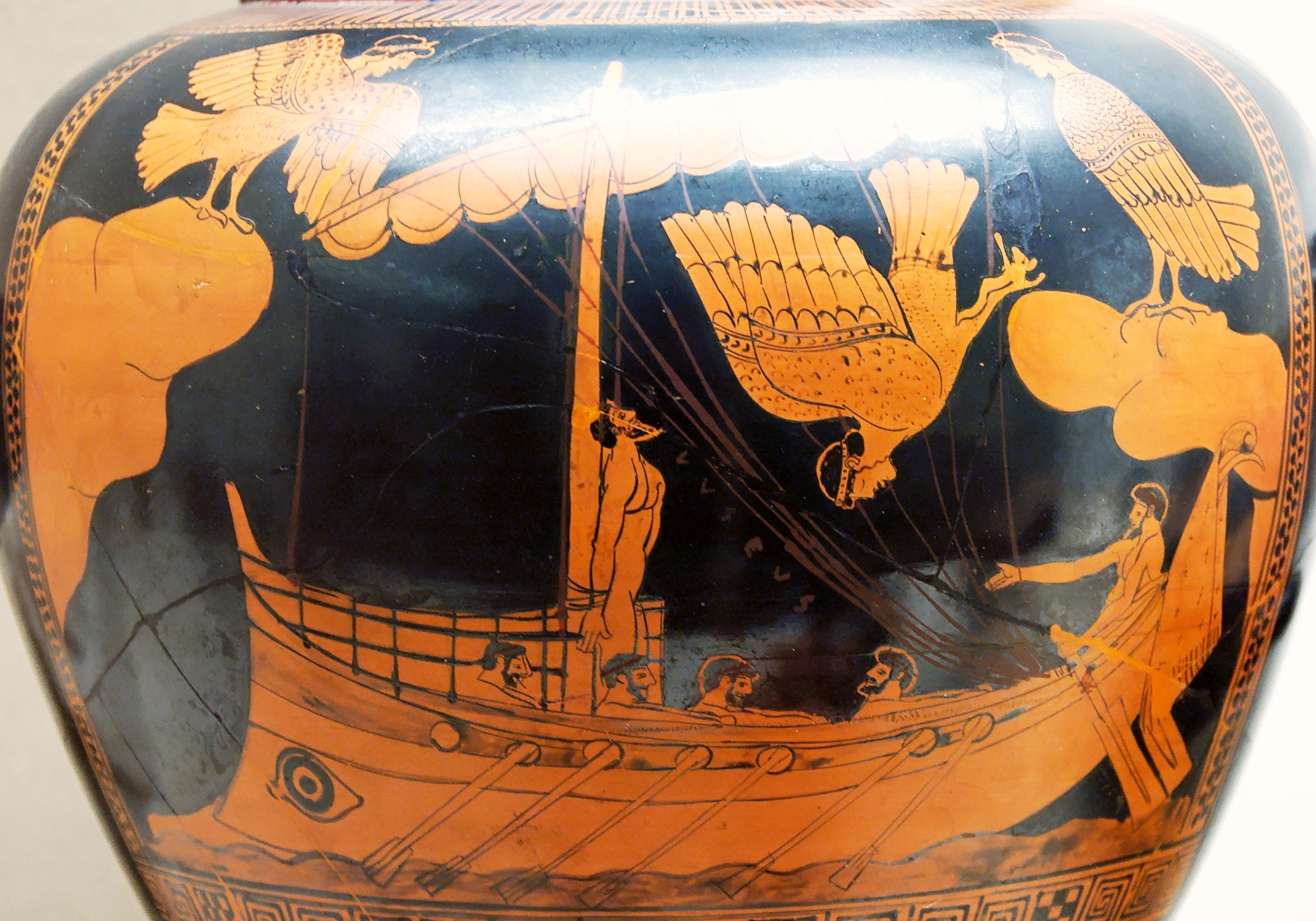
Odisseu i les Sirenes

El Cicle èpic (grec antic: Κύκλος) és un grup de poemes èpics de l'antiga Grècia, independents entre ells, que tractaven principalment sobre les principals sagues dels herois i foren compostos amb posterioritat a la Ilíada i l'Odissea, si bé no hi ha dubte que els seus autors remodelen en moltes ocasions històries molt més antigues. La intenció dels seus creadors era cobrir les llacunes de les històries contades per Homer. Aquests poemes independents anaren inserint-se en un conjunt, amb la intenció dels rapsodes de constituir un text seguit, procés que començaria cap al segle vi aC, suprimint episodis duplicats, eliminant proemis i substituint-los per versos de sutura entre un poema i un altre fins a formar un cicle literari propi. Els dos temes més celebrats són l'anomenat cicle tebà i el cicle troià, del qual fan part les obres homèriques.
La valoració dels poemes d'aquest cicle va començar essent molt alta: van constituir una pedrera inesgotable per als lírics, com Píndar i Baquílides, però sobretot per al teatre (Sòfocles), i motiu d'inspiració per a infinitat d'obres mestres de la iconografia arcaica. Amb el temps, però, aquesta estimació va decréixer notablement, i ja Cal·límac va mostrar desinterès, i el seguiren altres poetes hel·lenístics i romans. Aristarc de Tègea separava el corpus homèric, que considerava noble i superior, del cíclic, torb i extravagant. Segons els resums de Procle, els poemes del cicle interessen no tant pel seu valor com per la coherent successió dels esdeveniments.

## El Cicle i Homer

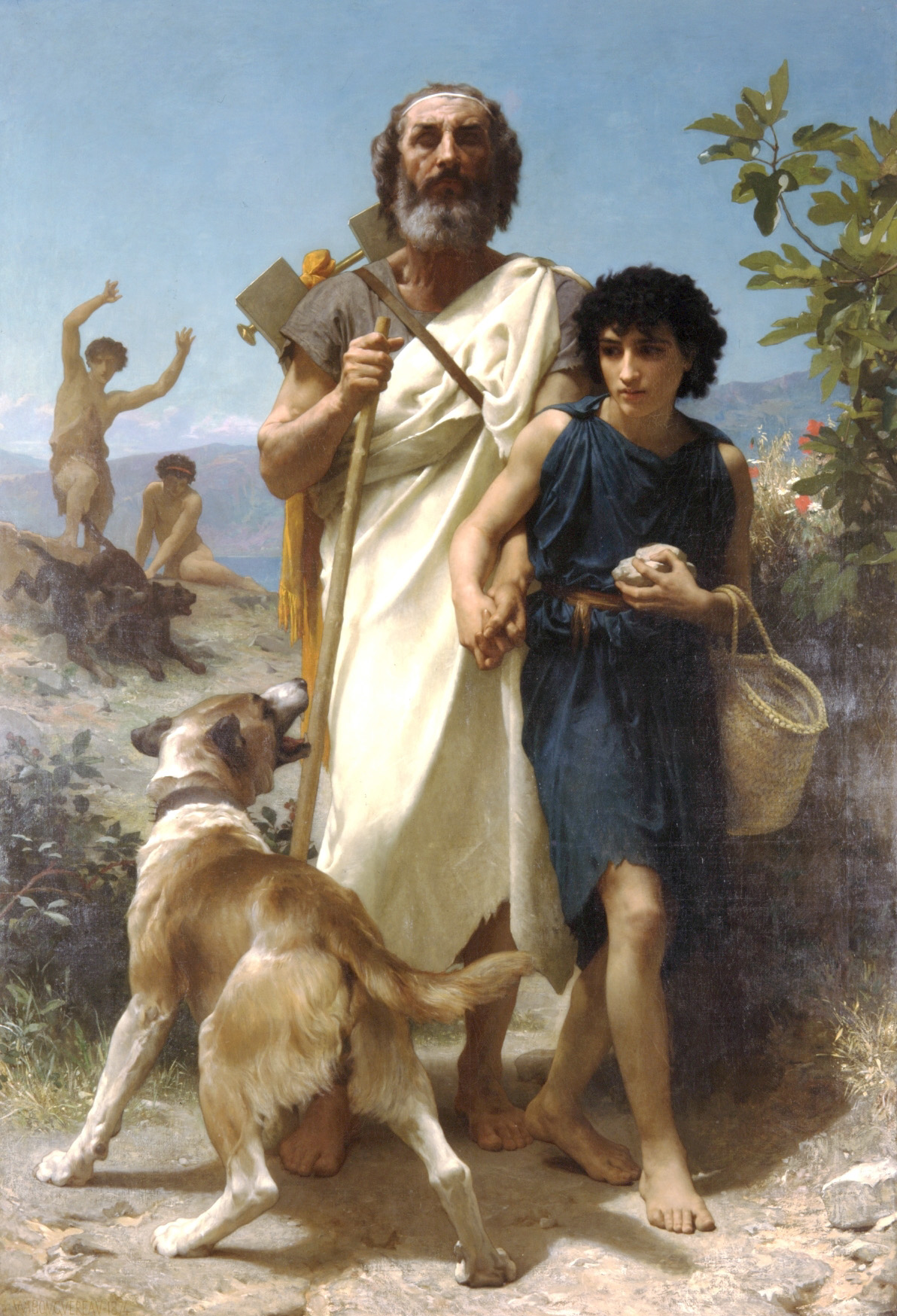
Homer i el seu guia

Les diferències entre el Cicle i Homer es deuen més a un canvi de mentalitat estètica i literària, no necessàriament a una degradació.
En primer lloc, una afecció del Cicle per la narrativa en ordre cronològic, davant la concentració i economia de l'acció pròpies d'Homer; els poetes cíclics narren linealment, cosa que comporta un cert desmembrament de la història, fins i tot repeticions d'elements molt semblants.
En segon lloc, s'incrementa en la poesia cíclica la importància del fet novel·lesc i melodramàtic, l'afecció pels temes amorosos i pel patetisme; en l'esfera divina s'acreix l'interès per l'al·legoria, insòlit i fantàstic, i per destacar aspectes realistes i poc nobles de la conducta humana.

## Temàtica
En la seva redacció final, el Cicle s'iniciava amb els orígens del món i dels déus, i englobava el cicle tebà, entorn de la llegenda d'Èdip, i el cicle troià, dels orígens de la guerra de Troia fins als retorns dels herois a les seves llars i al final de les aventures d'Odisseu.

## Teogonia
El Cicle començava amb la Teogonia Cíclica, que tractava de la progènie nascuda de la unió mítica del Cel i la Terra; la Titanomàquia, atribuïda a Eumel de Corint (segle vi aC), descriu, després d'una cosmogonia i una genealogia divina, la rebel·lió dels Titans, reprimida per Zeus.

## Cicle Tebà
Seguia el cicle tebà (en grec antic: Θηβαϊκὸς Κύκλος), amb tres poemes: l'Edipòdia, que s'ocupava de la lluita d'Èdip i l'Esfinx, així com del parricidi i de l'incest, amb el posterior suïcidi de la mare-esposa Iocasta; la Tebaida centrada en l'hostilitat entre els fills d'Èdip, provocada per una maledicció paterna (una doble falta ritual: vi en la copa de Cadme o en un sacrifici no li donen el tros d'honor), i l'exposició de la Guerra dels set Cabdills; i els Epígons, compost posteriorment i com a imitació de la Tebaida, narrava la presa de Tebes pels epígons. És dubtós si pertanyia al cicle l'Alcmeònida, poema que servia de pont entre els cicles tebà i troià.

## Cicle Troià

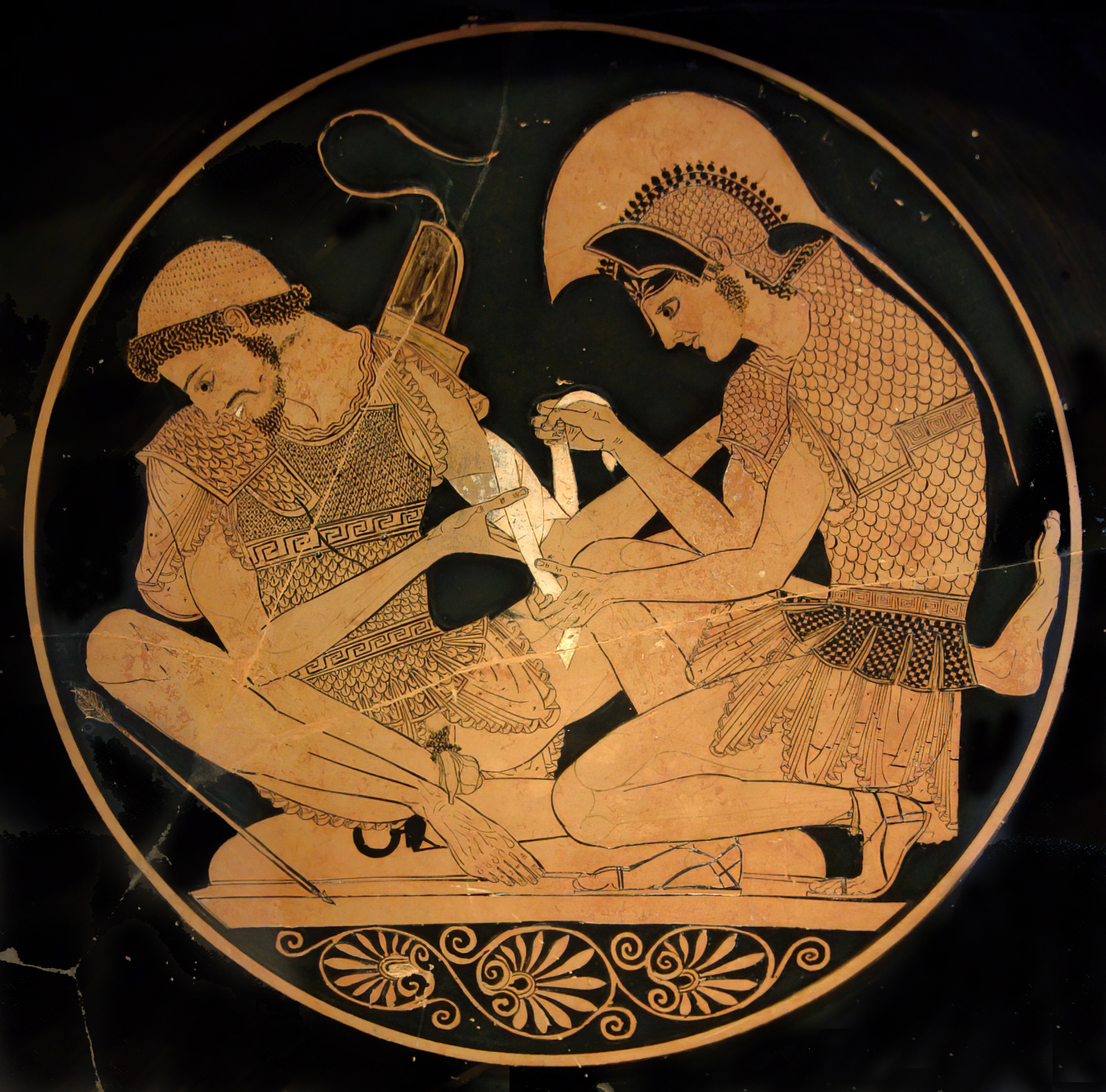
Aquil·les embenant Pàtrocle, ferit per una fletxa. Tondo d'un cílix àtic de figures vermelles (vers el 500 aC), atribuït al pintor de Sòsies. Berlín: Altes Museum.

El cicle troià començava amb els Cants Cipris, atribuïts a Estasí de Xipre, en onze cants, que narraven els antecedents de la Guerra de Troia: és el desig de Zeus d'alliberar la terra del neguit provocat per la superpoblació.

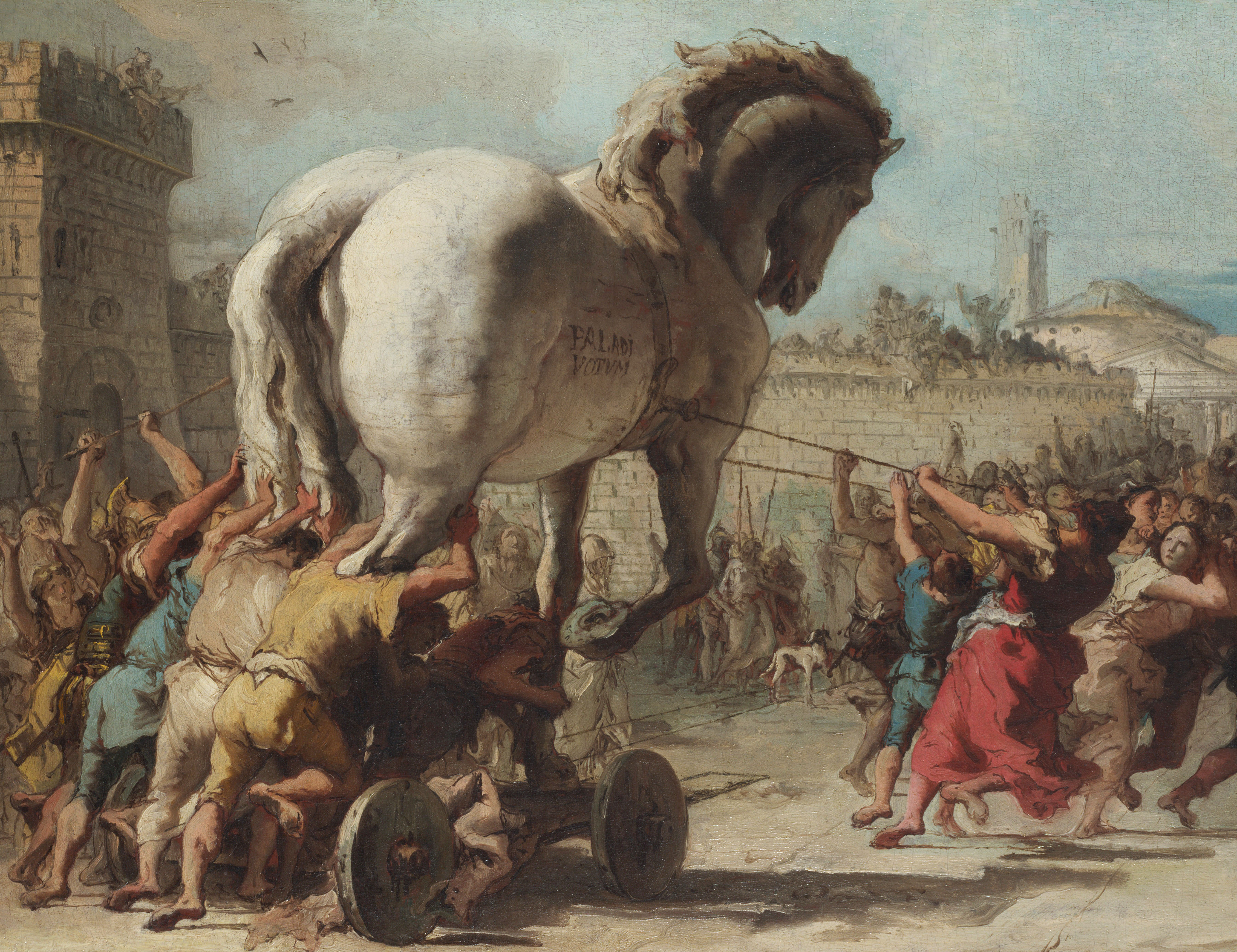
La processó del cavall dins de Troia (vers 1760), del pintor rococó venecià Giovanni Domenico Tiepolo. Londres: National Gallery.

Després d'aquests cants s'inseria la Ilíada, centrada en la figura d'Aquil·les, que narra els esdeveniments ocorreguts durant 51 dies en el darrer any de la Guerra de Troia. Seguia l'Etiòpida, atribuïda a Arctí de Milet, la figura central de la qual tornava a ser Aquil·les, les seves darreres gestes (la lluita contra Pentesilea i Mèmnon) i la seva mort. A continuació venia la Petita Ilíada, atribuïda a Lesques de Pirra, interessada en una sèrie d'episodis immediatament anteriors a la presa de Troia, com la construcció del cavall i escenes de la caiguda de la ciutat. El cicle continuava amb la Iliupersis, també d'Arctí, que parlava del Saqueig d'Ílion, i se centrava en la presa i saqueig de la ciutat. Els Retorns (o Nostoi) narraven el retorn dels cabdills grecs a les seves ciutats d'origen després de 10 anys de guerra. En aquest punt del cicle s'inseria l'Odissea. El Cicle acabava amb la Telegonia, d'Eugàmmon de Cirene, que narra les aventures d'Odisseu després del retorn a la seva pàtria, i les d'un fill seu i de Circe, Telègon, qui viatjant a la recerca del seu pare es troba amb ell sense saber la seva identitat i el mata. El final de l'obra és absolutament rocambolesc, amb sengles matrimonis entre Telègon i Penèlope, d'una banda, i Telèmac i Circe de l'altra.

## Altres relats
Important fou també la producció èpica basada en llegendes locals, habitualment articulades entorn d'una genealogia, que serveix de lírica de desenvolupament dels temes, a la recerca dels orígens de les diferents ciutats i de les seves famílies més importants.
Destaca la figura d'Eumel de Corint (segle viii aC) de la noble família dels Baquíades. El seu propòsit principal fou conferir a la seva pàtria, una comunitat puixant però sense passat il·lustre, una tradició gloriosa, propòsit que acompleix manipulant tradicions i genealogies en benefici de Corint. Se li atribueixen, a més de la Titanomàquia del Cicle, unes Corintíades, sobre els orígens de Corint, on tenia un paper fonamental la llegenda dels Argonautes; una Euròpia centrada en la llegenda tebana; i una Bugonia, poema didàctic sobre els bous.
També coneixem Cinetó, autor d'un poema genealògic, i Asi de Samos. També ens han arribat els noms d'una sèrie de poemes (c. segles VII-VI aC) que narren llegendes locals, com la Focaida (Focea), la Forònida (Argòlida), Danaida, Naupacte (dins el mite dels argonautes), Meròpida (lluita entre Hèracles i Aster), Miníada (argument desconegut).
En altres casos el fil conductor era un personatge mític, un heroi sobre les gestes del qual s'organitzava el poema. És el cas de la Teseida (Teseu), però sobretot entorn d'Hèracles, com són la Presa d'Ecàlia o l'Heracleida.